# ترواز
ترواز (به لاتین: Tõrvase) یک روستا در استونی است که در شهرستان والگا واقع شده‌است.